# Jo Swerling
Jo Swerling est un scénariste russe, né le 18 avril 1893 en Russie et mort le 23 octobre 1964 à Los Angeles (États-Unis).

## Filmographie
- 1921 : Humor Risk de Richard Smith
- 1930 : Femmes de luxe (Ladies of Leisure) de Frank Capra
- 1930 : Around the Corner (en) de Bert Glennon
- 1930 : Sisters
- 1930 : Ladies Must Play
- 1930 : The Squealer
- 1930 : Madonna of the Streets
- 1930 : Rain or Shine de Frank Capra
- 1931 : Ten Cents a Dance de Lionel Barrymore
- 1931 : Le Dirigeable (Dirigible) de Frank Capra
- 1931 : The Good Bad Girl de Roy William Neill
- 1931 : La Femme aux miracles (The Miracle Woman) de Frank Capra
- 1931 : El Pasado acusa
- 1931 : La Blonde platine (Platinum Blonde) de Frank Capra
- 1931 : The Deceiver (en)
- 1932 : Amour défendu (Forbidden)
- 1932 : Love Affair de Thornton Freeland
- 1932 : Shopworn
- 1932 : Attorney for the Defense
- 1932 : Hollywood Speaks (en)
- 1932 : War Correspondent
- 1932 :  Washington Merry-Go-Round (en)
- 1932 : Man Against Woman
- 1932 : Le Visage masqué (Behind the Mask) de John Francis Dillon
- 1933 : Le Trésor des mers (Below the Sea)
- 1933 : The Circus Queen Murder
- 1933 : The Woman I Stole
- 1933 : The Wrecker (en)
- 1933 : Ceux de la zone (A man's castle)
- 1933 : East of Fifth Avenue
- 1934 : Comme les grands (No Greater Glory)
- 1934 : Once to Every Woman de Lambert Hillyer
- 1934 : Sisters Under the Skin
- 1934 : The Defense Rests
- 1934 : Lady by Choice
- 1935 : Toute la ville en parle (The Whole Town's Talking)
- 1935 : Aimez-moi toujours (Love Me Forever) de Victor Schertzinger
- 1936 : La Chanson à deux sous (Pennies from Heaven) de Norman Z. McLeod
- 1936 : La musique vient par ici (The Music Goes 'Round) de Victor Schertzinger
- 1937 : Double Wedding
- 1938 : Doctor Rhythm de Frank Tuttle
- 1938 : Je suis la loi (I Am the Law) d'Alexander Hall
- 1939 : Le Lien sacré (Made for Each Other)
- 1939 : The Real Glory
- 1939 : Autant en emporte le vent (Gone with the Wind)
- 1940 : Le Cavalier du désert
- 1941 : Arènes sanglantes (Blood and Sand)
- 1941 : Confirm or Deny
- 1942 : Vainqueur du destin (The Pride of the Yankees) de Sam Wood
- 1943 : La Fille et son cow-boy (A Lady Takes a Chance) de William A. Seiter (histoire)
- 1943 : Requins d'acier (Crash Dive)
- 1944 : Lifeboat
- 1945 : Péché mortel (Leave Her to Heaven)
- 1952 : Tonnerre sur le temple (Thunder in the East) de Charles Vidor
- 1961 : King of the Roaring 20's - The Story of Arnold Rothstein de Joseph M. Newman